# ¿Por qué lo llaman amor cuando quieren decir sexo?
¿Por qué lo llaman amor cuando quieren decir sexo? es una película española dirigida por Manuel Gómez Pereira.

## Argumento
Gloria (Verónica Forqué) trabaja en un peep show haciendo actuaciones porno y un día su compañero de trabajo se pone enfermo. Manu (Jorge Sanz) le sustituye. Los dos van a formar el dúo Fuego Carnal, pero Gloria no quiere actuar con Manu, ya que ella para poder tener una excelente actuación tiene que hacerlo con su compañero de siempre.

## Reparto
| Intérprete           | Personaje                |
| -------------------- | ------------------------ |
| Verónica Forqué      | Gloria                   |
| Jorge Sanz           | Manu                     |
| Rosa Maria Sardà     | Sole                     |
| Fernando Guillén     | Enrique                  |
| Ayanta Barilli       |                          |
| Pedro Briales        |                          |
| Chacho Carreras      | Locutor club             |
| Fernando Colomo      | Aurelio Castro           |
| Félix Cubero         | Repartidor de propaganda |
| Gabriel Garbisu      | Matón 2                  |
| Alejandra Grepi      | Celia                    |
| Marcelo Gómez        |                          |
| Juan Luis Iborra     | Realizador               |
| Balbino Lacosta      | Cliente librería         |
| Elisa Matilla        | Cristal                  |
| José Antonio Navarro | Dueño club               |
| Gracia Olayo         | Actriz porno             |
| Soledad Olayo        | Actriz porno             |
| Isabel Ordaz         | Rubí                     |
| Camilo Rodríguez     | Novio de Karim           |
| Sara Sanders         | Actriz porno             |
| Manuel Tiedra        | Matón 1                  |
| Tito Valverde        | Karim                    |

## Premios
| Premio                                   | Categoría               | Persona          | Resultado |
| ---------------------------------------- | ----------------------- | ---------------- | --------- |
| Premios Goya                             | Mejor actriz de reparto | Rosa María Sardá | Ganadora  |
| Premios Goya                             | Mejor música original   | Manolo Tena      | Nominado  |
| Festival de Cine de Comedia de Peñíscola |                         | Verónica Forqué  | Ganadora  |
| Fotogramas de Plata                      | Mejor actriz de cine    | Verónica Forqué  | Ganadora  |

- Datos: Q9098064